# Unified Power Format
Unified Power Format (amb acrònim anglès UPF) és el nom popular de l'estàndard de l'Institut d'Enginyers Elèctrics i Electrònics (IEEE) per especificar la intenció de potència en l'optimització de potència de l'automatització del disseny electrònic. La versió IEEE 1801 -2009 de l'estàndard es va basar en una donació de l'organització Accellera. La versió actual és IEEE 1801-2018.
L'organització Accellera va formar un comitè tècnic de Unified Power Format, presidit per Stephen Bailey de Mentor Graphics. Com a reacció a la iniciativa Power Forward, el grup va ser proposat el juliol de 2006 i es va reunir el 13 de setembre de 2006. Va presentar el seu primer esborrany el gener de 2007, i es va aprovar una versió 1.0 per ser publicada el 26 de febrer de 2007. Joe Daniels n'era editor tècnic.
Els fitxers escrits amb aquest estàndard anoten un disseny elèctric amb la intenció de control de potència i potència d'aquest disseny. Els elements d'aquesta anotació inclouen:
- Fonts d'alimentació: xarxes de subministrament, conjunts de subministrament, estats de potència.
- Control d'alimentació: interruptors d'alimentació.
- Protecció addicional: canviadors de nivell i aïllament.
- Retenció de memòria durant èpoques de potència limitada: estratègies de retenció i estats d'alimentació establerts.
- Descripcions refinables de la potència potencial aplicada al sistema electrònic: estats de potència, transicions, un conjunt d'estats sim., el tipus de pin d'alimentació/terra (pg_type) i els atributs de funció de les xarxes, i l'argument -update per donar suport al perfeccionament progressiu de la intenció de poder.

L'estàndard descriu extensions del llenguatge d'ordres d'eines (Tcl): ordres i arguments per anotar una jerarquia de disseny que s'ha llegit en una eina. La semàntica per inferir elements addicionals en el disseny a partir de la intenció es proporciona a l'estàndard. Els dissenyadors digitals, els proveïdors de blocs IP, els dissenyadors físics i els enginyers de verificació fan ús d'aquest llenguatge estàndard per comunicar la seva intenció de disseny i implementació respecte a la potència variable d'un sistema electrònic.
El Comitè d'Estàndards de Disseny Automatització (DASC) de l'IEEE Standards Association va patrocinar el grup de treball 1801, amb l'autorització del projecte aprovada el 7 de maig de 2007.